# Droga wojewódzka 511
Die Droga wojewódzka 511 (DW 511) ist eine 33 Kilometer lange Droga wojewódzka (Woiwodschaftsstraße) in der polnischen Woiwodschaft Ermland-Masuren, die Lidzbark Warmiński mit dem Grenzübergang nach Russland verbindet. Die Strecke liegt im Powiat Szczycieński und im Powiat Bartoszycki. Die DW 511 befährt zwischen Lidzbark Warmiński (Heilsberg) und Grądzik (Grünhöfchen) die Trasse der einstigen deutschen Reichsstraße 134.

## Streckenverlauf
Woiwodschaft Ermland-Masuren, Powiat Szczycieński
-  Lidzbark Warmiński (Heilsberg) (DK 51, DW 513)
- Jagodów (Großendorf, Forst)
- Nowa Wieś Wielka (Neuendorf bei Heilsberg)

Woiwodschaft Ermland-Masuren, Powiat Bartoszycki
- Pieszkowo (Petershagen)
- Zielenica (Grünwalde)
- Gruszyny (Grauschienen)
-  Górowo Iławeckie (Landsberg (Ostpreußen)) (DW 512)
- Sołtysowizna (Schulzen-Vorwerk)
- Wojmiany (Woymanns)
- Czyprki (Zipperken)
- Gałajny (Gallehnen)
- Toprzyny (Topprienen)
- Grądzik (Grünhöfchen)/Żywkowo (Schewecken)
-  Staatsgrenze/EU-Außengrenze (keine Grenzübergangsstelle) ( Russland)